# St. George Littledale
Clement St. George Royds Littledale, né le 8 décembre 1851 à Liverpool et mort le 16 avril 1931 à Bracknell, est un explorateur britannique. 
Voyageant avec son épouse Teresa Harris Scott (1839-1928), il est considéré comme l'un des plus grands chasseurs de gros gibier de tous les temps, collectant pour divers musées dont le Musée d'histoire naturelle de Londres.

## Biographie
St. George Littledale est né le 8 décembre 1851 à Liverpool de Thomas Littledale et Julia Royds. Son père et son grand-père étaient de riches courtiers en coton et maires de Liverpool. 
Après la mort de son père, il fréquente brièvement Rugby School. Sa mère se remarie et, en 1866, il est inscrit à Shrewsbury School qu'il quitte sans diplôme trois ans plus tard. À 21 ans, il entre dans son héritage et en 1874, entame un voyage autour du monde. Se frayant un chemin à travers les Antilles puis les États-Unis, il collecte des oiseaux et des mammifères pour le musée de Liverpool. Il navigue au Japon et gagne Yokohama en octobre. Il y rencontre Teresa Harris Scott, épouse de William John Scott, un riche Écossais. Elle a 35 ans et est mariée depuis 15 ans. Elle est canadienne. Née dans une famille pionnière, elle est la plus jeune des 12 enfants de John et Amelia Harris d'Eldon House (London (Ontario). Littledale rejoint les Scott, voyageant avec eux pendant huit mois, y compris un voyage accidenté au Cachemire. En juin 1875, Scott meurt de la fièvre typhoïde sur leur bateau de retour à Liverpool. En février 1877, Littledale épouse Teresa Scott. Ils passent leur lune de miel au Cachemire et au Ladakh et partent pendant plus d'un an.

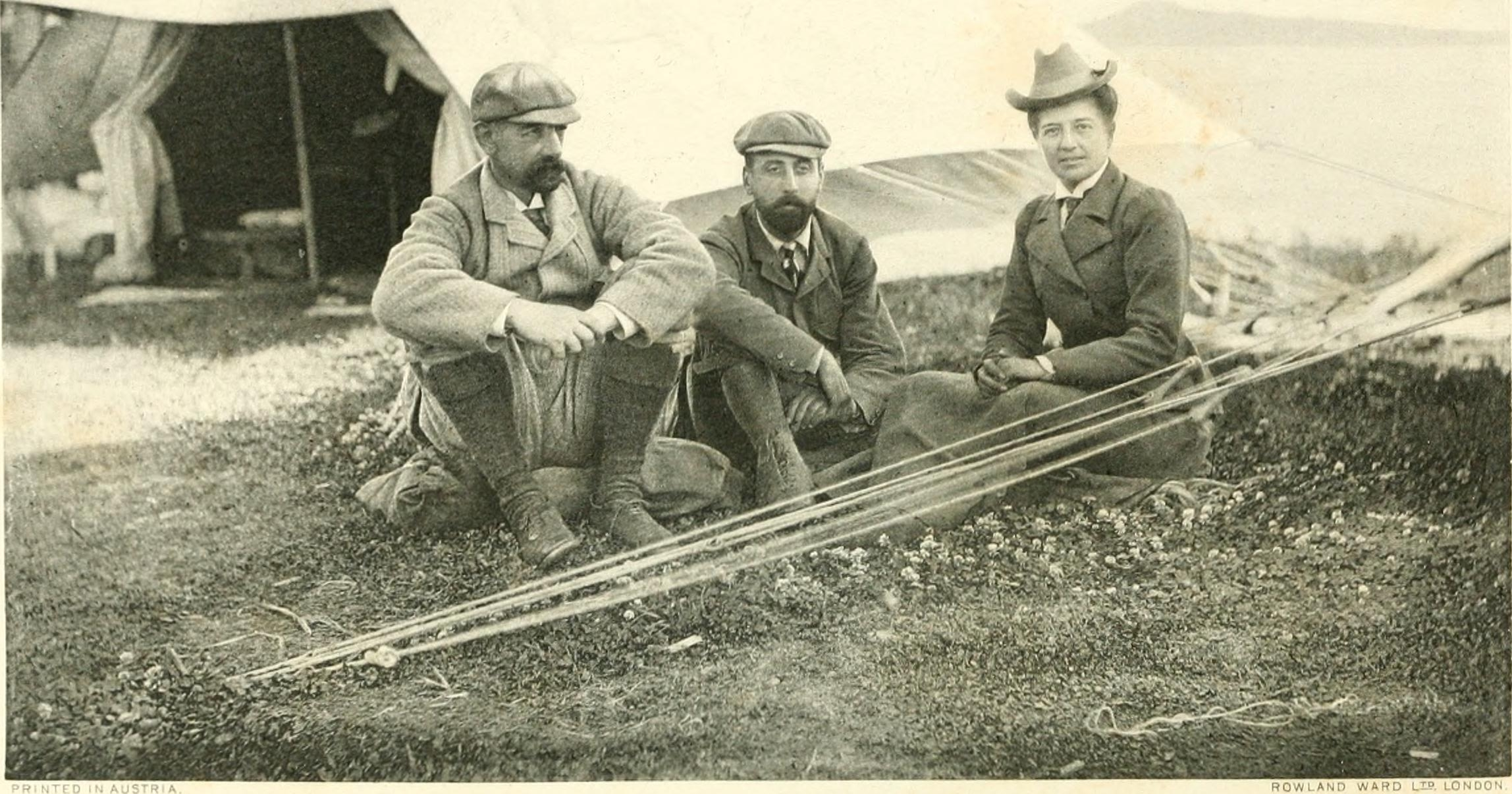
St. George Littledale, Elim Demidov et sa femme Sofia à Petropavlovsk (Russie

Pendant 30 ans, les Littledale vont monter des expéditions en Amérique du Nord et en Asie, collectant constamment pour les musées. Ils commencent par les Montagnes Rocheuses, le Yellowstone et l'Alaska, où ils acquièrent de l'expérience et perfectionnent leurs compétences. Ces voyages sont suivis d'expéditions à la fin des années 1880 dans le Caucase, le Pamir, l'Asie centrale russe et la Mongolie (Alaï et Altaï). En 1887, Thomas Moore, directeur du musée de Liverpool, présente Littledale à Albert Günther, chargé de la zoologie du Musée d'histoire naturel de Londres. Dès lors, Littledale est considéré comme un collectionneur professionnel. En plus des mammifères, le couple va collecter des oiseaux, des insectes, des reptiles, des poissons ainsi que de longues listes de plantes pour les jardins botaniques royaux de Kew.
Les Littledale commencent à collecter plus que des spécimens de musée. En 1889, ils veulent traverser le Pamir du nord au sud de la Russie vers l'Inde. Afin d'augmenter leurs chances d'obtenir la permission, St. George propose de recueillir des renseignements. Bien que le ministère des Affaires étrangères ait approuvé sa proposition, le gouvernement indien la rejette, de sorte que les Littledale changent leurs plans et se rendent en Asie centrale russe et en Mongolie. En 1890, l'autorisation est accordée pour la traversée du Pamir, le premier des trois plus grands voyages des Littledales. C'est l'apogée du Grand Jeu, une guerre froide entre la Russie et la Grande-Bretagne au sujet des vastes terres de l'Asie centrale. La rivalité entre les deux puissances approche de son paroxysme et l'exploit des Littledales fait sensation dans la presse. Les Littledale passent l'année 1892 chez eux à cause d'une épidémie de choléra en Russie, où ils avaient prévu de se rendre. St. George en profite pour étudier la création de cartes avec John Coles, conservateur des cartes à la Royal Geographical Society. Dès lors, il se donne beaucoup de peine pour établir des cartes routières minutieuses des zones inconnues qu'il traverse avec son épouse. En 1893, les Littledales voyaget d'ouest en est à travers l'Asie centrale russe et chinoise et poursuivent jusqu'à Pékin.
Leur plus grand exploit est un voyage de 14 mois au Tibet en 1895. Avec eux se trouve W.A.L. Fletcher, le neveu de Littledale, âgé de 25 ans, l'un des plus grands rameurs d'Oxford. Ils ont également engagé sept serviteurs ladakhis, trois cipayes pathans et Tanny, leur fox-terrier. Ils tentent d'atteindre la cité interdite de Lhassa. C'est le grand objectif des explorateurs d'Asie centrale, mais tous ont échoué. Les Littledales traversent le Tien Shan jusqu'à Kashgar, entrent à Cherchen et se dirigent vers le sud pour traverser le Chang Tang désolé, le plateau tibétain. St. George a choisi la route pour éviter de rencontrer des Tibétains jusqu'à ce qu'ils approchent de Lhassa. En chemin, il mesure l'Ulugh Muztagh, une haute montagne dans la chaîne reculée du Kunlun au nord du Tibet, mais exagère sa hauteur. Finalement, le groupe rencontre 150 Tibétains armés dans un col. Ils sont autorisés à continuer sur le col jusqu'à un lieu d'arrêt approprié. Ils sont à moins de 49 milles de Lhassa, plus près que tout autre étranger depuis Évariste Huc et Joseph Gabet en 1846, jusqu'à ce que Francis Younghusband y entre avec l'armée britannique en 1904. Au cours d'une retraite déchirante hors du Tibet, Teresa est si malade de la dysenterie qu'elle doit être transportée sur de nombreux kilomètres. En juin 1896, la Royal Geographical Society décerne sa médaille d'or à St. George Littledale pour ses trois grandes expéditions.
En 1897, les Littledales voyagent avec le prince Elim Demidov et sa femme Sofia en Sibérie et dans l'Altaï mongol. Il s'agit de la dernière grande expédition de Teresa. En 1900, St. George Littledale rejoint les Demidov lors d'un voyage au Kamtchatka. En 1901, il se rend seul dans le Tien Shan et ramène chez lui une grande collection de mammifères, dont un bouquetin asiatique. Teresa a été la principale collectionneuse de plantes, mais cette fois, Littledale a rassemblé une longue liste de plantes. Le Musée d'histoire naturelle décide que l'un des moutons est une nouvelle variété et le nomme en l'honneur des Littledale, l'appelant Ovis littledalei (maintenant connu sous le nom de Littledale argali, Ovis ammon littledalei).
Le roi Edouard rend visite en voiture aux Littledale pour le déjeuner en 1902. 
En 1903, les Littledales visitent la Nouvelle-Zélande, où St. George suggère que le climat et le terrain convienne à l'importation de certains gibiers. Il s'implique dans la collecte d'animaux vivants. C'est un projet international complexe, au cours duquel il développe une longue amitié avec le président Theodore Roosevelt.
St. George Littledale chasse à Terre-Neuve en 1907, puis dans le Grand Caucase en 1908. Les Littledale continuent à voyager ensemble dans des endroits éloignés, mais pas au niveau des expéditions. En 1919, Littledale devient juge de paix du Berkshire. 
Teresa meurt subitement en 1928. En 1931, St. George passe six semaines à pêcher le saumon sur la Spey en Écosse. Il rentre chez lui malade et meurt le 16 avril.

## Héritage
Au cours de ses principales années d'expédition, les Littledale ont fait don de 122 mammifères du Caucase, d'Asie centrale et du Kamtchatka au Musée d'histoire naturelle. D'autres ont été donnés au musée de Liverpool. Les deux musées avaient déjà reçu de nombreux autres trophées au fil des ans ainsi que des quantités d'oiseaux et de mammifères dont de nombreuses têtes. Après la mort de Littledale, le Musée d'histoire naturelle sélectionne 94 trophées supplémentaires parmi environ 150 qui remplissaient sa maison, Wick Hill House à Bracknell, Berkshire,. Dans Big Game Shooting Records, publié l'année suivante, Edgar Barclay écrit : « En tant que chasseur de gros gibier dans l'hémisphère nord, le nom de Littledale doit sûrement être isolé. Son succès dans ce domaine n'a jamais été égalé, je pense, et certainement jamais dépassé ». 
Un mémorial à Littledale est paru dans le Geographical Journal. Il est écrit par Francis Younghusband, symbole de l'exploration britannique en Asie centrale et du Grand Jeu qui dit : « ... son nom n'a jamais été aussi connu que ses réalisations le lui permettaient. Et peut-être que le fait qu'il ait emmené sa femme avec lui lors de ses trois grands voyages a prédisposé les gens à penser qu'ils n'auraient pas pu être très aventureux ou ardus... Et en fait, chacun de leurs voyages serait aujourd'hui considéré comme un accomplissement remarquable ». 